# Georg Wilhelm Franz Wenderoth
Pour les articles homonymes, voir Wenderoth.
Georg Wilhelm Franz Wenderoth, né le 17 janvier 1774 à Marbourg et mort le 5 juin 1861, est un pharmacien et botaniste allemand. 

## Biographie
D'abord pharmacien de formation, il travaille pendant quelques années à la Rathsapotheke de Schweinfurt, où il passe son temps libre à faire des excursions botaniques dans les environs de la ville. À partir de 1796, il étudie la médecine et les sciences naturelles à l'Université de Marburg, obtenant son habilitation en pharmacologie et botanique en 1806. Par la suite, il enseigne la physique, la chimie et la botanique à Rinteln. En 1810, il retourne à Marburg comme professeur de botanique, se distinguant par son travail effectué à l'Alter Botanischer Garten Marburg.
Le genre botanique Wenderothia est nommée en son honneur par Diederich Franz Leonhard von Schlechtendal (1794-1866).

## Principales publications
- Lehrbuch der Botanik zu Vorlesungen un zum Selbststudium, 1821.
- Flora Hassiaca : oder systematische Verzeichniss aller bis jetzt in Kurhessen ... beobachteten Pflanzen, enthaltend die offen blühenden Gewächse, 1846.
- Die pflanzen botanischer gärten, zunächst die des pflanzengartens der Universität Marburg, unter ihren catalognummern systematisch aufgefürt und synoptisch beschrieben, 1851[3],[4].